# 폼페이 (캄파니아주)
폼페이(이탈리아어: Pompei)는 이탈리아 캄파니아주 나폴리현에 위치한 코무네다.

## 역사
현대의 폼페이는 1891년에 복자 바르톨로 론고에 의해 건설되었다.

## 자매 도시
- 라티아노
- 타라고나
- 시안
- 경주
- 리장
- 텔 아비브